# گرزن
در کالبدشناسی جمجمه، به نقطه تلاقی خط گیجگاهی بالایی با درز تاجی، گَرزَن یا استفانیون (انگلیسی: Stephanion) می‌گویند. گرزن در فارسی و استفانیون در یونانی هر دو به معنی تاج هستند.